# Listopadska nagrada grada Sombora
Listopadska nagrada grada Sombora je nagrada koja se dodjeljuje u povodu obilježavanja 21. listopada - Dana oslobođenja Sombora od fašističke okupacije. Po mjesecu oslobođenja nagrada nosi ime.
Dodjeljuje ju se pojedincu za izuzetne rezultate u višegodišnjem radu, odnosno kao nagrada za trajno životno djelo. Istoj osobi nagradu se može dodijeliti smo jedanput. 
Oblasti za koje se dodjeljuje su oblasti od značaja za grad Sombor: znanost, kultura i umjetnost, publicistika-novinarstvo, planiranje i uređenje prostora i naselja, prosvjeta, socijalni i humanitarni rad, arhitekture i graditeljstva; unaprijeđenja i zaštite životne sredine; prosvjete i razvitka školstva; športa i postignutih športskih rezultata; zdravstva i zdravstvene zaštite; socijalnog i humanitarnog rada; gospodarskog razvoja i drugih oblasti.
O dodjeli nagrade odlučuje Povjerenstvo za sprovođenje postupka za utvrđivanje prijedloga za dodjelu povelje i nagrade.
Tradicija dodjele prekinuta je početkom 1990-ih, a Skupština grada Sombora 2002. je godine odlučila opet uvesti ovu nagradu. Istovremeno je raspisala natječaj za izradu idejnog nacrta povelje (diplome), u kojoj obvezno se mora nalaziti grb Grada Sombora, tekst mora biti na ćirilici i latinici te i na mađarskom jeziku.
Među dobitnicima Listopadske nagrade je HKUD Vladimir Nazor (1977.).

## Kronologija
Od obnove:
- 2002.:
- 2003.:
- 2004.:
- 2005.:
- 2006.:
- 2007.:
- 2008.:
- 2009.:
- 2010.:
- 2011.:
- 2012.:
- 2013.:
- 2014.: Milan Vojnović, sociolog i somborski kroničar[4]
- 2015.: Ivan Pavić, aktivist pošumljavanja[5]